# Sønderjysk Elitesport
Il Sønderjysk Elitesport è una società calcistica danese con sede nella città di Haderslev.
Gioca nella Superligaen, la massima serie del campionato danese. Si tratta di una polisportiva, ed attive sono anche le sezioni di hockey su ghiaccio (SønderjyskE Ishockey) e pallamano (SønderjyskE Håndbold).

## Organico

### Rosa 2023-2024
Aggiornata al 9 novembre 2023.
| N. |                               | Ruolo | Calciatore         |
| -- | ----------------------------- | ----- | ------------------ |
| 1  | Danimarca (bandiera)          | P     | Jakob Busk         |
| 2  | Danimarca (bandiera)          | D     | Stefan Gartenmann  |
| 4  | Islanda (bandiera)            | D     | Ísak Ólafsson      |
| 5  | Danimarca (bandiera)          | D     | Marc Dal Hende     |
| 6  | Austria (bandiera)            | D     | Philipp Schmiedl   |
| 7  | Macedonia del Nord (bandiera) | C     | Sefer Emini        |
| 8  | Danimarca (bandiera)          | C     | Troels Kløve       |
| 9  | Danimarca (bandiera)          | A     | Mikkel Hyllegaard  |
| 10 | Danimarca (bandiera)          | A     | Anders K. Jacobsen |
| 11 | Norvegia (bandiera)           | A     | Bård Finne         |
| 12 | Danimarca (bandiera)          | D     | Pierre Kanstrup    |
| 16 | Danimarca (bandiera)          | C     | Jonas Thorsen      |
| 17 | Stati Uniti (bandiera)        | C     | José Gallegos      |
| 18 | Burkina Faso (bandiera)       | C     | Adama Guira        |

| N. |                         | Ruolo | Calciatore              |
| -- | ----------------------- | ----- | ----------------------- |
| 18 | Burkina Faso (bandiera) | C     | Adama Guira             |
| 19 | Danimarca (bandiera)    | D     | Mads Winther            |
| 20 | Danimarca (bandiera)    | A     | Peter Buch Christiansen |
| 21 | Danimarca (bandiera)    | D     | Jeppe Simonsen          |
| 22 | Danimarca (bandiera)    | C     | Emil Frederiksen        |
| 23 | Danimarca (bandiera)    | C     | Mads Hansen             |
| 24 | Danimarca (bandiera)    | C     | Rasmus Vinderslev       |
| 25 | Stati Uniti (bandiera)  | A     | Haji Wright             |
| 26 | Danimarca (bandiera)    | D     | Patrick Banggaard       |
| 28 | Danimarca (bandiera)    | P     | Nicolai Flø             |
| 29 | Camerun (bandiera)      | C     | Victor Ekani            |
| 30 | Svezia (bandiera)       | C     | Lukas Björklund         |
| 31 | Danimarca (bandiera)    | A     | Olti Hyseni             |
| 77 | Nigeria (bandiera)      | C     | Rilwan Hassan           |

## Rose delle stagioni precedenti
- 2010-2011
- 2012-2013

## Palmarès

### Competizioni nazionali
- 1. Division: 2

2004-2005, 2023-2024
- Coppa di Danimarca: 1

2019-2020

### Altri piazzamenti
- Campionato danese:

Secondo posto: 2015-2016
- Coppa di Danimarca:

Finalista: 2020-2021
Semifinalista: 2011-2012, 2014-2015, 2021-2022
- 1. Division:

Terzo posto: 2022-2023

## Statistiche e record

### Statistiche nelle competizioni UEFA
Tabella aggiornata alla fine della stagione 2018-2019.
| Competizione                  | Partecipazioni | G | V | N | P | RF | RS |
| ----------------------------- | -------------- | - | - | - | - | -- | -- |
| Coppa UEFA/UEFA Europa League | 1              | 6 | 2 | 3 | 1 | 9  | 8  |